# The Searchers
The Searchers jsou anglická rocková skupina založená v Liverpoolu v roce 1959. Jsou součástí merseybeatové scény a vrcholu dosáhli během britské invaze v 60. letech s hity jako „Sweets for My Sweet“, „Love Potion No. 9“, „Sugar and Spice“, „Needles and Pins“, „Don't They Walk in What You Love“, „Don't The Do Throw in What the Rain“ a „Goodby My Love“. S Swinging Blue Jeans se Searchers rovnali tomu, že jsou po Beatles druhou skupinou z Liverpoolu, která měla v USA hit, když jejich „Needles and Pins“ a „Hippy Hippy Shake“ Swinging Blue Jeans dosáhly 7. března 1964 Hot 100.

## Počátky
Vůbec první skupinu s názvem The Searchers založil John McNally v Liverpoolu v roce 1957, později se rozpadla, ale McNally ji obnovil se svým kamarádem Mikem Penderem jako duo v roce 1959 (pro název byl inspirací stejnojmenný western, ve kterém měl hlavní roli John Wayne). Pender a McNally se pak seznámili s baskytaristou Tonym Jacksonem a energickým zpěvákem a bubeníkem Chrisem Curtisem. Po krátkém období, kdy doprovázeli zpěváka Johnnyho Sandona, podobně jako Beatles i Searchers využili nabídky vystupovat v hamburském The Star Clubu (v klubu dokonce vznikly nahrávky, které později vyšly na deskách).

## 60. léta

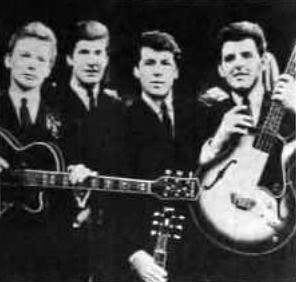
Původní sestava v roce 1964. Zleva: John McNally, Chris Curtis, Mike Pender, Tony Jackson.

V květnu roku 1963 podepsal producent firmy Pye Tony Hatch se Searchers nahrávací smlouvu. Hatche zaujala především jejich verze skladby The Drifters Sweets For My Sweet, proto bylo rozhodnuto, že se stane jejich prvním singlem. John Lennon udělal singlu reklamu, když řekl, že jde o nejlepší nahrávku, která zatím z Liverpoolu vzešla. Searchers dostali nabídku na vystoupení v pořadu britské televize Thank You Lucky Stars a singl se brzy usadil na prvním místě žebříčku. Tím začal pro Searchers neuvěřitelný vodopád desek. Vzhledem k tomu, že sami téměř neskládali vlastní písničky, natáčeli přebírané skladby (často ovšem zcela neznámé) a v rychlém sledu vyšlo první album Meet The Searchers, druhý singl Sugar And Spice (v žebříčku 2. místo), k němu stejnojmenné album, několik EP desek a třetí singl Needles And Pins, který nejen že znovu dobyl první místo, vynesl skupině zlatou desku, ale navíc jim otevřel cestu k úspěchu v USA. Obdobně si vedla i následující Don’t Throw Your Love Away a velký úspěch mělo i třetí album It’s The Searchers. Navíc se objevili ve filmu Saturday Night Out a vystoupili na koncertu vítězů ankety časopisu New Musical Express.
Searchers představovali bezproblémovou kapelu, neměli skandály, aféry, hráli jednoduchou muziku, ale na koncertech dělali čistou rock’n’rollovou show (bubeník Curtis často za bicími stál a neustále dostával publikum do varu). Nicméně uvnitř kapely se přiostřily vztahy mezi hlavním zpěvákem Jacksonem a leaderem kapely Curtisem. Jackson nejprve přišel o post hlavního zpěváka a posléze musel kapelu opustit úplně. Náhradou za něj se stal Frank Allen ze skupiny Cliff Bennett And The Rebel Rousers. Ironií bylo, že ve stejné době vyšla v Americe na singlu starší nahrávka z prvního alba skupiny Love Potion Nr.9, kterou zpíval právě Tony Jackson. Probojovala se na 3. místo amerického žebříčku a vynesla kapele zlatou desku. Tony Jackson proto s novou skupinou The Vibrations natočil novou vlastní verzi, nicméně ta zůstala ve stínu Searchers (Jackson nahrál jeden hitový singl Bye Bye Baby, ale poté se postupně vytratil ze scény).
Brian Epstein, manažer skupiny Beatles, se tehdy snažil přetáhnout Searchers do své manažerské stáje (nabízel jim možnost natočit píseň Lennona a McCartneyho Things We Said Today dříve, než ji Beatles natočili na desku A Hard Day's Night), management Searchers ale skupinu nepustil. Hitové desky zatím pokračovaly i s novým členem Frankem Allenem, zejména singly When You Walk In The Room (1964), What Have They Done To The Rain (1964) a Goodbye My Love (1965) patří dodnes k oblíbeným koncertním číslům kapely.
Po vydání dalšího úspěšného alba Sounds Like Searchers (1964), ale úspěch začal pomalu odcházet, což souviselo se změnami na hudebním poli, merseybeatová horečka vychladla a skupiny, které neměly vlastní repertoár a zůstaly odkázané na přebírané skladby, se dostávaly do krize. Searchers zkusili štěstí s vlastní písní He’s Got No Love (inspirací pro ni byla The Last Time Rolling Stones), měla slušný úspěch, ale do Top 10 se nakonec neprobojovala. Následující singly také signalizovaly ztrátu komerčního zájmu o skupinu, When I Get Home se do první dvacítky nedostala, folk rocková Take Me For What I‘m Worth jen na spodní hranici. Rolling Stones tehdy skupině nabídli svou skladbu Take It Or Leave It  a The Hollies Have You Ever Loved Somebody, ale oba singly už bodovaly jen vlažně v Top 50. Skupinu navíc během vyčerpávajícího turné opustil Chris Curtis, který špatně nesl ustupující slávu (vzápětí stál u zrodu Deep Purple, ale poté muziku opustil). V Searchers ho nahradil mladý energický bubeník John Blunt, který se svým stylem snažil přiblížit Keithu Moonovi z The Who.
Rok 1967 a éra psychedelie skupinu už zcela odstavila z módního proudu, ačkoliv tehdy vzniklo několik zajímavých nahrávek (zejména singl s vlastní písní Pendera a Allena Second Hand Dealer). Podepsali novou nahrávací smlouvu s firmou Liberty, kde natočili několik singlů jako Umbrella Man (1968) nebo bubble gum Kinky Kathy Abernathy (1969), ale zcela tehdy ztratili produkční kontrolu nad svými deskami (na nahrávkách hráli najatí hudebníci a Searchers pouze dozpívali vokály).

## 70. léta – současnost
Počátkem let sedmdesátých pak vydali nadějný singl Desdemona, který se stal menším hitem ve Spojených státech, a na žádost firmy jej doplnili poměrně slabým albem Second Take, které přineslo přehrávky starých hitů (čímž navíc porušili smluvní podmínky s firmou Pye). Toto desetiletí strávili hlavně hraním na kabaretní scéně, zájem o ně probudila nostalgická turné oživující legendy merseybeatové éry. Na přelomu 70. a 80. let natočili s vlažným úspěchem dvě zajímavá alba s novými písněmi u firmy Sire nazvaná The Searchers a Play For Today.
V polovině osmdesátých let skupinu opustil Mike Pender. Odešel za nepříjemných soudních procesů o užívání názvu skupiny a hraje dnes s kapelou Mike Pender's Searchers. V Searchers Pendera nahradil Spencer James a skupina je stále činná, ačkoliv je už jediným zakládajícím členem John McNally (bubeníka Blunta, vystřídal na tři desetiletí Billy Adamson, dnes bubnuje Eddie Rothe). 25. října 1987 se dokonce objevili v pražské Sportovní hale jako náhrada za Chrise Normana.
Původní baskytarista Tony Jackson zemřel v roce 2003, bubeník Chris Curtis o dva roky později. Zvláštností skupiny je mimo jiné i to, že většina členů používala pseudonymy: Mike Pender (vl. jm. Michael Prendergast), Chris Curtis (vl. jm. Christopher Crummy), Frank Allen (vl. jm. Francis McNeice), Johnny Sandon (vl. jm. William Beck).
Dnes Searchers stále jezdí na turné po celém světě, zúčastňují se častých oldies akcí, příležitostně se objevují i v britské nebo německé televizi. Frank Allen napsal dokonce autobiografii o svém životě se skupinou nazvanou Travelling Man.

## Diskografie

### Hitové singly
| 1963 | Sweets for My Sweet                         | #1  | -   |
| 1963 | Sweet Nothins (live nahrávka ze Star Clubu) | #48 | -   |
| 1963 | Sugar and Spice                             | #2  | #44 |
| 1964 | Needles and Pins                            | #1  | #13 |
| 1964 | Ain't That Just Like Me                     | -   | #61 |
| 1964 | Don't Throw Your Love Away                  | #1  | #16 |
| 1964 | Some Day We're Gonna Love Again             | #11 | #34 |
| 1964 | When You Walk in the Room                   | #3  | #35 |
| 1964 | Love Potion No. 9                           | -   | #3  |
| 1964 | What Have They Done to the Rain             | #13 | #29 |
| 1965 | Bumble Bee                                  | -   | #21 |
| 1965 | Goodbye My Love                             | #4  | #52 |
| 1965 | He's Got No Love                            | #12 | #79 |
| 1965 | When I Get Home                             | #35 | -   |
| 1965 | Take Me For What I'm Worth                  | #20 | #76 |
| 1966 | Take It Or Leave It                         | #31 | -   |
| 1966 | Have You Ever Loved Somebody                | #48 | #94 |
| 1971 | Desdemona                                   | -   | #94 |

### Alba
- Meet The Searchers (1963)
- Sugar And Spice (1963)
- Live At The Star Club (1963, vydáno v Německu, poté v různých variacích i v dalších zemích)
- It's The Searchers (1964)
- Sounds Like Searchers (1964)
- Take Me For What I'm Worth (1965)
- Second Take (1972)
- Searchers (1979)
- Play for Today (1981)
- Hungry Hearts (1988)
- Swedish Radio Sessions (CD, koncertní nahrávky z 60. let, 2001)
- Iron Door Sessions (CD, dříve nevydané rané nahrávky skupiny, 2002)
- BBC Sessions (CD, dříve nevydané nahrávky z BBC z 60. let, 2004)